# Magusa orbiferana
Magusa orbiferana är en fjärilsart som beskrevs av Embrik Strand 1921. Magusa orbiferana ingår i släktet Magusa och familjen nattflyn. Inga underarter finns listade i Catalogue of Life.